# 재키 맥멀런
재키 "티팟" 맥멀런(Jackie "Teapot" McMullan, 1956년 ~ )은 1981년 아일랜드 단식투쟁에 참여한 아일랜드 공화국군 임시파 요원이다.
1950년대 중반 북아일랜드 벨파스트에서 일곱 아이들 중 셋째로 태어났다. 아일랜드 공화국 에슬론의 기숙학교에서 공부하고 1971년 벨파스트로 돌아왔다. 1971년 8월 드미트리우스 작전이 시작되었고, 맥멀런의 집도 여러 차례 공격을 받았다. 그리고 같은 해 9월 맥멀런의 형 마이클 맥멀런이 잡혀 갔다. 그해 말엽 맥멀런은 IRA의 청년조직인 피아나 에이렌에 가입했다.
1973년, 17세의 맥멀런은 아일랜드 공화국군 임시파 벨파스트 여단에 합류했다. 1975년 영국 육군 정찰대를 공격하다가 한쪽 귀가 날아가서 "찻주전자"라는 뜻의 "티팟"이라는 별명을 얻었다. 1976년 왕립 얼스터 경찰대(RUC) 건물에 대한 공격이 있은 후 맥멀런은 리볼버 소지 및 RUC 경관 살해미수 혐의로 체포되었다. 1976년 9월 재판에서 맥멀런은 종신형을 선고받고 HM 교도소 메이즈에 수감되었다.
맥멀런은 준군사조직 수감자들에 대한 특수범주지위가 취소된 후 교도소에 입소한 두 번째 수감자였다. 맥멀런은 키어런 누겐트가 시작한 모포투쟁에 동참했다. 1978년, 모포투쟁은 불결투쟁으로 발전했다. 이 기간 동안 맥멀런은 죄수복 입기를 거부했기에 매달 면회를 받을 수 없었고, 1979년 12월까지 가족을 보지 못했다.
누겐트가 1980년 석방되면서 맥멀런이 최고 장기수가 되었고, 그해 말 메이즈 교도소 내부의 투쟁은 더욱 가속화되어 7인의 수감자가 52일간의 단식투쟁에 돌입했다.
단식투쟁은 사망자가 발생하기 전에 종료되었고, 영국 정부의 반응이 미온적이자 이듬해 3월 1일 바비 샌즈가 주도한 2차 단식투쟁이 시작되었다. 맥멀런은 샌즈 외 8인의 수감자가 아사한 뒤인 8월 17일 단식에 동참했다. 마이클 데바인이 사망한 뒤 여러 수감자들의 가족들이 아들을 살리기 위해 의료진을 개입시켜 단식을 중단시켰다. 맥멀런의 단식 48일차인 10월 3일 단식투쟁은 종료된다.
맥멀런은 1992년 석방되었고, 감옥 밖 사회에 적응하기 위해 다소 고생했다. 그동안 그는 신페인당에서 일하고 과거 수감자들의 모임을 조직했다. 2000년, 맥멀런은 구 메이즈 교도소의 IRA 수감자들의 도서를 벨파스트 리넨홀 도서관으로 옮기는 작업을 거들었다. 그 이후 맥멀런은 감옥에서 출소한 공화주의자들의 조직인 코이스테 나 느라르히미의 정치교육 담당을 맡고 있으며, 2007년 3월 현재 신페인당의 카트리나 루아너의 특별 고문으로 일하고 있다.